# Heinrich Zilliken

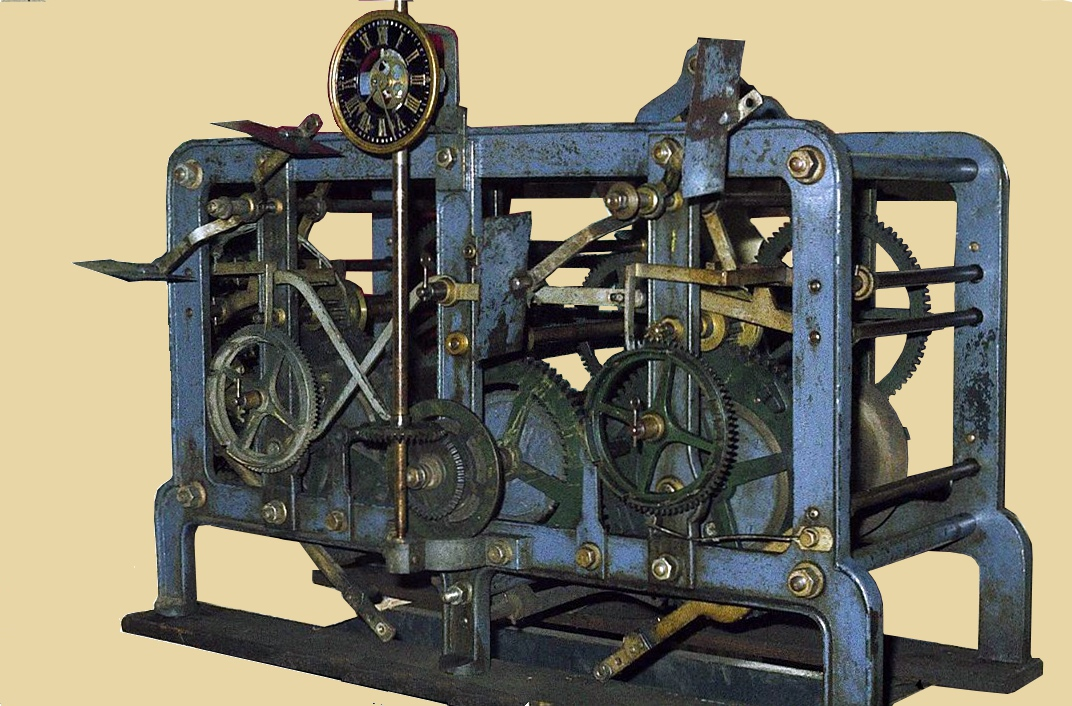
Zilliken-Uhrwerk aus St. Mauritius Kärlich von 1906

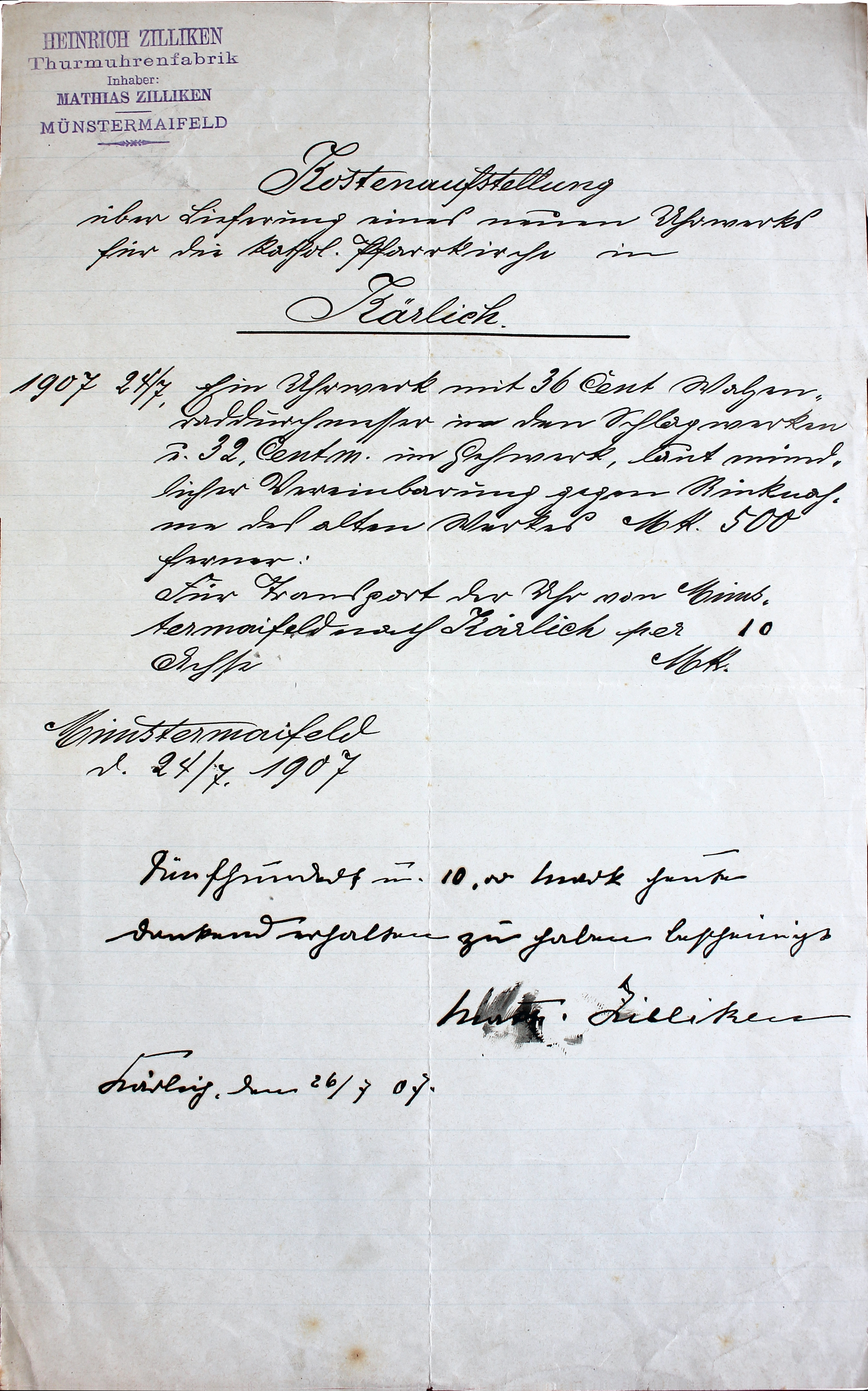
Kostenaufstellung für dieses Uhrwerk

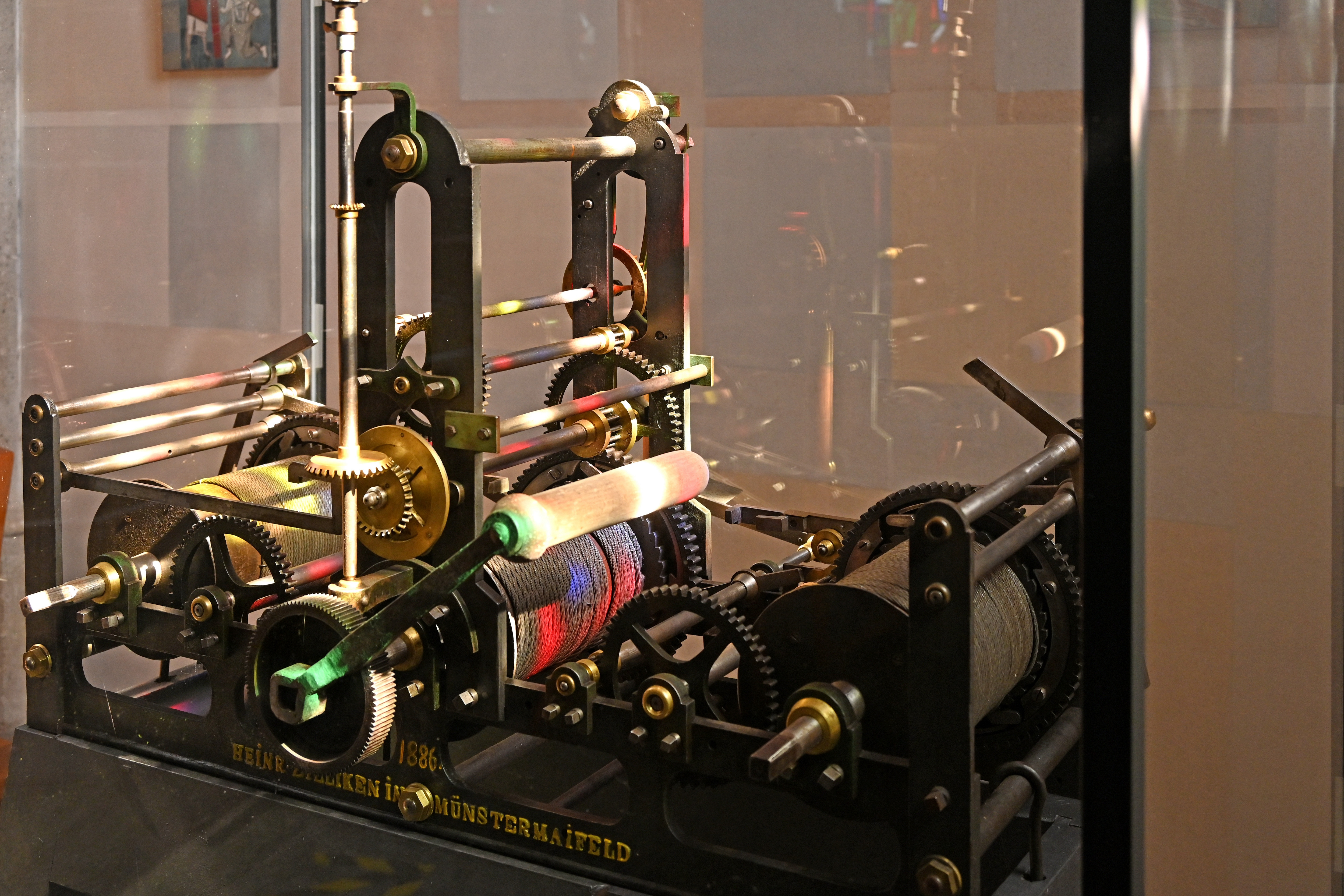
Turmuhr (1886) Ettringen

Heinrich Zilliken (* 14. Dezember 1841 in Cochem; † 20. Oktober 1900 in Münstermaifeld) war ein deutscher Goldschmied und Uhrmacher aus Münstermaifeld.

## Leben
Heinrich Zilliken gründete zwischen 1865 und 1870 die Turmuhrenfabrik in Münstermaifeld, die sein Sohn Matthias (1869–1918) ab 1900 bis zum Konkurs 1912 weiterführte. Er baute das Haus in der heutigen Frankenstraße 2 und errichtete dort sowie auf dem Gelände der heute dahinterliegenden Tankstelle die Fabrik. Die Turmuhren, die fast alle in Münstermaifeld gefertigt und in der ganzen Umgebung bis zur Mittelmosel, der Eifel sowie zum Hunsrück, dem Rheinland und Saargebiet verkauft wurden, machten Zilliken bekannt.
In seiner einfachen Werkstatt fertigte er alle Einzelteile, die später im Turm zusammengebaut wurden. Er beschäftigte mehrere Gesellen und Lehrlinge, darunter auch einen Modellschreiner, der die Gussformen für die Gehäuse herstellte. Er hatte sehr früh bereits einen Petroleum-Motor zum Antrieb der Drehbänke.
Die in der Schlosserwerkstatt von Johann Dietzler (Schlosserei in der Straße Schweiz) gefertigten Zifferblätter wurden anschließend von den Gebr. Balmus vergoldet.
Neben dem Uhrenbau war Heinrich Zilliken auch im Stadtrat der Stadt tätig.
Der letzte Auftrag des Mathias Zilliken war die ehemalige Kirchturmuhr der Stiftskirche St. Martin und St. Severus in Münstermaifeld, die heute restauriert im Rathaus zu sehen ist. Eine weitere, kleinere Turmuhr aus Münstermaifeld wurde 1893 gebaut und ist auf der Burg Pyrmont zu sehen.

## Werkverzeichnis (Auswahl)
Folgende Kirchen hatten Turmuhren aus Münstermaifeld:
- Kath. Pfarrkirche St. Maximin in Ettringen (Eifel)
- Kath. Pfarrkirche St. Nikolaus in Kottenheim[1]
- Kath. Pfarrkirche St. Mauritius Kärlich in Mülheim-Kärlich

- Kath. Pfarrkirche St. Remigius Wassenach in Wassenach (Seit 1885 heute noch im Betrieb)[2]
- Kath. Pfarrkirche St. Lambertus in Morshausen (Einzeigeruhr, noch in Betrieb)